# 한국의 기 목록
한국의 기 목록에서는 현재 대한민국에서 사용되고 있는 태극기와 같은 주요 기 및 한국의 몇몇 역사적인 기들과 조선민주주의인민공화국의 람홍색공화국기를 비롯해 주요 기와 역사적 기들을 다룬다. 대한민국의 여러 관기(官旗) 및 각 행정구역의 도·시기는 모두 대한민국 정부 수립 이후에 제정되었다.

## 대한민국

### 국기
| 기 | 사용기간        | 쓰임 | 설명                                                                          |
| -- | --------------- | ---- | ----------------------------------------------------------------------------- |
|    | 2011년 - 현재   | 국기 | 중앙의 태극과 4괘로 구성되어 있으며, 태극의 공식 색상이 변경되었다.           |
|    | 1997년 - 2011년 | 국기 | 중앙의 태극과 4괘로 구성되어 있으며, 태극의 공식 색상이 변경되었다.           |
|    | 1984년 - 1997년 | 국기 | 중앙의 태극과 4괘로 구성되어 있으며, 태극의 공식 색상이 변경되었다.           |
|    | 1949년 - 1984년 | 국기 | 중앙의 태극과 4괘로 구성되어 있으며, 지금과 같이 3·4·5·6괘로 구성되어 있다.   |
|    | 1948년 - 1949년 | 국기 | 중앙의 태극과 4괘로 구성되어 있으며, 지금과는 달리 3·5·4·6괘로 구성되어 있다. |

### 대통령기
| 기 | 사용기간      | 쓰임     | 설명                                                       |
| -- | ------------- | -------- | ---------------------------------------------------------- |
|    | 1967년 - 현재 | 대통령기 | 파란색 바탕에 봉황 한 쌍이 마주 보는 가운데 무궁화가 있다. |

### 헌법기관
| 기 | 사용기간                                             | 쓰임                 | 설명                                                           |
| -- | ---------------------------------------------------- | -------------------- | -------------------------------------------------------------- |
|    | 2016년 - 현재                                        | 정부기               | 태극을 형상화한 심볼과 '대한민국정부'라는 문자열이 있다.       |
|    | 1949년 (제정) - 1988년 (대통령 공고) - 2016년 (폐지) | 정부기               | 무궁화를 형상화한 심볼 속에 '정부'라는 글자가 압축되어 있다.   |
|    | 1988년 - 현재                                        | 국무총리기           | 무궁화가 무궁화 속에 있다.                                     |
|    | 2014년 - 현재                                        | 국회기               | 무궁화를 형상화한 심볼 속에 '국회'라는 글자가 압축되어 있다.   |
|    | 1948년 - 2014년                                      | 국회기               | 무궁화를 형상화한 심볼 속에 '國'이라는 한자가 있다.            |
|    | 1978년 - 현재                                        | 법원기               | 무궁화를 형상화한 심볼 속에 '법원'이라는 글자가 압축되어 있다. |
|    | 2017년 - 현재                                        | 헌법재판소기         | 무궁화를 형상화한 심볼 속에 '헌법'이라는 글자가 압축되어 있다. |
|    | 1988년 - 2017년                                      | 헌법재판소기         | 무궁화를 형상화한 심볼 속에 '憲'이라는 한자가 있다.            |
|    | 2018년 - 현재                                        | 중앙선거관리위원회기 | 무궁화를 형상화한 심볼 속에 '선거'라는 글자가 압축되어 있다.   |
|    | ? - 2018년                                           | 중앙선거관리위원회기 | 무궁화를 형상화한 심볼 속에 '選'이라는 한자가 있다.            |

### 군기
| 기 | 사용기간      | 쓰임              | 설명                                                      |
| -- | ------------- | ----------------- | --------------------------------------------------------- |
|    | 1946년 - 현재 | 대한민국 육군기   | 대한민국 육군은 태극기와 합쳐 전쟁기로 사용한다.          |
|    | 1955년 - 현재 | 대한민국 해군기   | 함정의 선수기로도 사용되며, 선미기로는 태극기를 사용한다. |
|    | 1952년 - 현재 | 대한민국 해병대기 |                                                           |
|    | 1952년 - 현재 | 대한민국 공군기   |                                                           |
|    | 1968년 - 현재 | 대한민국 예비군기 |                                                           |
|    |               | 대한민국 국방부기 |                                                           |

## 조선민주주의인민공화국

### 국기
| 기 | 사용기간        | 쓰임 | 설명 |
| -- | --------------- | ---- | --- |
|    | 1948년 - 현재   | 국기 | 1948년 7월 10일부터 태극기를 내리고 인공기를 올려 지금까지도 조선민주주의인민공화국의 정식 국기가 되었다. |
|    | 1948년 - 1992년 | 국기 | 이전보다 원과 별의 크기가 더 작아 보입니다.                                                               |

### 조선민주주의인민공화국의 정부기관
| 기 | 사용기간        | 쓰임                                  | 설명                                                  |
| -- | --------------- | ------------------------------------- | ----------------------------------------------------- |
|    | 1948년 - 현재   | 조선로동당의 기                       | 사회주의와 인민군을 뜻하는 망치와 붓과 곡괭이가 있다. |
|    | 1946년 - 현재   | 김일성-김정일주의청년동맹의 기        |                                                       |
|    | 1945년 - 현재   | 조선사회주의녀성동맹의 기             |                                                       |
|    | 1948년 - 2002년 | 조선로동당의 최고사령부기             |                                                       |
|    | 2002년 - 2022년 | 조선로동당의 최고사령부기             |                                                       |
|    | 2018년 - 현재   | 조선민주주의인민공화국의 국무위원장기 |                                                       |

### 조선민주주의인민공화국의 군기
| 기 | 사용기간        | 쓰임         | 설명                                                          |
| -- | --------------- | ------------ | ------------------------------------------------------------- |
|    | 1948년          | 육군기       | 조선인민군 1948년 국장과 깃발.                                |
|    | 1948년 - 1961년 | 육군기       | 조선인민군 1948년의 두 번째 국장과 깃발 .                     |
|    | 1961년 - 1992년 | 육군기       | 조선인민군                                                    |
|    | 1992년 - 1993년 | 육군기       | 조선인민군.                                                   |
|    | 2023년 - 현재   | 육군기       | 조선인민군.                                                   |
|    | 1993년 - 2023년 | 육군기       | 조선인민군 륙군이 사용하는 군기다.                            |
|    | 1997년 - 2011년 | 육군기       | 조선인민군 륙군이 사용하는 군기다.                            |
|    | 2012년 - 2023년 | 육군기       | 조선인민군 륙군이 사용하는 군기다.                            |
|    | 1993년 - 2023년 | 육군기       | 조선인민군 륙군이 사용하는 군기의 뒷면이다.                   |
|    | 2023년 - 현재   | 육군기       | 조선인민군 륙군이 사용하는 군기다.                            |
|    | 2023년 - 현재   | 육군기       | 조선인민군 륙군이 사용하는 군기의 뒷면이다.                   |
|    | 1997년 - 2011년 | 해군기       | 조선인민군 해군이 사용하는 군기다.                            |
|    | 1993년 - 2023년 | 해군기       | 조선인민군 해군이 사용하는 군기다.                            |
|    | 2012년 - 2023년 | 해군기       | 조선인민군 해군이 사용하는 군기다.                            |
|    | 1993년 - 2023년 | 해군기       | 조선인민군 해군이 사용하는 군기의 뒷면이다.                   |
|    | 2023년 - 현재   | 해군기       | 조선인민군 해군이 사용하는 군기다.                            |
|    | 2023년 - 현재   | 해군기       | 조선인민군 해군이 사용하는 군기의 뒷면이다.                   |
|    | 1948년 - 현재   | 근위대기     | 조선인민군 해군의 근위대 기이다.                              |
|    | 1993년 - 2023년 | 공군기       | 조선인민군 항공 및 반항공군이 사용하는 군기다.                |
|    | 1997년 - 2011년 | 공군기       | 조선인민군 항공 및 반항공군이 사용하는 군기다.                |
|    | 2012년 - 2023년 | 공군기       | 조선인민군 항공 및 반항공군이 사용하는 군기다.                |
|    | 1993년 - 2023년 | 공군기       | 조선인민군 항공 및 반항공군이 사용하는 군기의 뒷면이다.       |
|    | 2023년 - 현재   | 공군기       | 조선인민군 항공 및 반항공군이 사용하는 군기다.                |
|    | 2023년 - 현재   | 공군기       | 조선인민군 항공 및 반항공군이 사용하는 군기의 뒷면이다.       |
|    | 1948년 - 현재   | 군함기       | 조선인민군 해군의 군함에 게양하는 군함기이다.                 |
|    | 1948년 - 현재   | 군함기       | 북한의 해군 잭                                                |
|    | 2018년 - 2020년 | 전략군기     | 조선인민군 전략군이 사용하는 군기의 뒷면이다.                 |
|    | 2018년 - 2020년 | 전략군기     | 조선인민군 전략군이 사용하는 군기의 뒷면이다.                 |
|    | 2023년 - 현재   | 전략군기     | 조선인민군 전략군이 사용하는 군기의 뒷면이다.                 |
|    | 2023년 - 현재   | 전략군기     | 조선인민군 전략군이 사용하는 군기의 뒷면이다.                 |
|    | 2023년 - 현재   | 미사일총국기 | 조선민주주의인민공화국 미싸일총국이 사용하는 군기다.          |
|    | 2018년 - 2020년 | 특수부대기   | 조선인민군 특수작전군이 사용하는 군기의 뒷면이다.             |
|    | 2018년 - 2020년 | 특수부대기   | 조선인민군 특수작전군이 사용하는 군기의 뒷면이다.             |
|    | 2023년 - 현재   | 특수부대기   | 조선인민군 특수작전군이 사용하는 군기의 뒷면이다.             |
|    | 2023년 - 현재   | 특수부대기   | 조선인민군 특수작전군이 사용하는 군기의 뒷면이다.             |
|    | 2007년 - 2023년 | 로농적위군기 | 조선민주주의인민공화국 로농적위군이 사용하는 군기의 뒷면이다. |
|    | 2007년 - 2023년 | 로농적위군기 | 조선민주주의인민공화국 로농적위군이 사용하는 군기의 뒷면이다. |
|    | 2023년 - 현재   | 로농적위군기 | 로농적위군이 사용하는 군기다.                                 |
|    | 2023년 - 현재   | 로농적위군기 | 로농적위군이 사용하는 군기다.                                 |

## 한반도기
| 기            | 사용기간      | 쓰임 | 설명 |
| ------------- | ------------- | --- | --- |
| 한반도의 국기 | 1989년 - 현재 | 국제대회에서 남북 단일팀이나 대한민국과 조선민주주의인민공화국이 동시에 입장할 때 사용하며 기타 남북공동의 대회나 행사에 사용 | 하얀 바탕에 한반도의 모양을 그려 넣고 있으며 버전에 따라 울릉도나 독도가 포함된 것과 그렇지 않은 것이 있다. |
| 한반도의 국기 | 1989년 - 현재 | 국제대회에서 남북 단일팀이나 대한민국과 조선민주주의인민공화국이 동시에 입장할 때 사용하며 기타 남북공동의 대회나 행사에 사용 | 하얀 바탕에 한반도의 모양을 그려 넣고 있으며 버전에 따라 울릉도나 독도가 포함된 것과 그렇지 않은 것이 있다. |
| 한반도의 국기 | 1989년 - 현재 | 국제대회에서 남북 단일팀이나 대한민국과 조선민주주의인민공화국이 동시에 입장할 때 사용하며 기타 남북공동의 대회나 행사에 사용 | 하얀 바탕에 한반도의 모양을 그려 넣고 있으며 버전에 따라 울릉도나 독도가 포함된 것과 그렇지 않은 것이 있다. |

## 역사
| 기 | 사용기간        | 쓰임                                  | 설명 |
| -- | --------------- | ------------------------------------- | --- |
|    | 1882년          | 국기                                  | 1882년 조미수호통상조약 당시 이응준이 고안한 초기의 태극기이며, 미국에서 제작한 《해양국가들의 국기》라는 제목의 책에도 수록되었다. |
|    | 1882년          | 국기                                  | 1882년에 박영효가 고안한 초기의 태극기이다. 1883년에 정식으로 채택되었다. |
|    | 1882년          | 국기                                  | 1882년에 박영효가 고안한 초기의 태극기이다. 1883년에 정식으로 채택되었다. |
|    | 1888년          | 국기                                  | 데니 (Owen N. Denny)에게 고종이 하사한 깃발 |
|    | 1911년 이전     | 국기                                  | 1911년 The International Geography라는 책에 실린 태극기 |
|    | 1884년          | 국기                                  | 1884년에 통리교섭통상사무아문에서 제작한 태극기이다. |
|    | 1899년          | 국기                                  | 1899년 개정된 《해양국가들의 국기》 제6판에 국기로 실린 태극기 |
|    | 1919년          | 3·1 운동 당시 태극기                  | 3·1 운동 당시 사용한 태극기 중 하나로, 평양에 있던 숭실학교에서 만들었다. |
|    | 1919년 - 1945년 | 대한민국 임시 정부의 국기             | 1942년 6월 29일 국기로 공식 채택되기 이전까지는 임시 정부의 정부기로 사용되었다. |
|    | 1919년 - 1945년 | 대한민국 임시 정부의 국기             | 1942년 6월 29일 국기로 공식 채택되기 이전까지는 임시 정부의 정부기로 사용되었다. |
|    | 1919년 - 1945년 | 대한민국 임시 정부의 국기             | 1942년 6월 29일 국기로 공식 채택되기 이전까지는 임시 정부의 정부기로 사용되었다. |
|    | 일제강점기      | 군기                                  | 한국독립군의 부대장이 보관하고 있던 진군기이다. |
|    | 1945년 - 1946년 | 전후 한국 전역의 인민위원회에서 사용. | |
|    | 1945년 - 1948년 | 해방 당시의 태극기                    | 1945년 일본제국이 미국한데 항복당했다는 소식들었음으로 한민족은 한반도에서 광복을 맞이할 때 3⸱5⸱4⸱6괘로 구성된 태극기를 제작했으며 구, 서울역광장앞에 해방을 맞이하였으나, 중앙의 태극과 4괘로 구성되어 있으며, 3·5·4·6괘로 특이한 점이 있다. 조선건국준비위원회와 조선인민공화국의 국기이기도 하였다. |
|    | 1946년 - 1948년 | 해방 후 북조선인민위원회의 국기       | 중앙의 태극의 4괘로 구성되어 있으나, 3⸱5⸱4⸱6괘로 특이한 점이 있다. 남한에서 태극기를 구입하여 경교장에서 김구를 만난 이후 국기를 빌려서 북한에서 사용하였으나, 1948년 남북연석회의 때 김구에게 태극기를 반납했다.                                                                                      |

### 조선시대 및 그 이전의 기
| 기 | 사용기간          | 쓰임                | 설명 |
| -- | ----------------- | ------------------- | --- |
|    | 군기 (5세기 중엽) | 고구려 군기         | |
|    | 군기 (5세기 말)   | 고구려 군기         | |
|    | 918년 - 1392년    | 고려군주 봉기       | 고려 시대에 군주의 행차 때 사용된 의장기이다. |
|    | 918년 - 1392년    | 고려군주 마기       | 고려 시대에 군주의 행차 때 사용된 의장기이다. 해마기라고도 불린다. 해마기는 동방의 수를 상징한다. |
|    | 918년 - 1392년    | 고려군주 상기       | 고려 시대에 군주의 행차 때 사용된 의장기이다. 상기는 북방의 수를 상징한다. |
|    | 1392년 - 1882년   | 태극팔괘도          | 조선 군주의 어기이며, 태극기가 만들어지기 전까지는 왕실에서 국기로서의 사용도 겸하고 있었다. |
|    | 조선시대          | 대장기              | 조선시대 군기의 하나로서, 수자기(帥字旗) 또는 수기(帥旗)라고 한다. 조선 시대 군영의 진중에 대장의 표식으로 내걸렸다. 모양은 누른 색에 검은 색 글씨로 장수 수(帥)자가 새겨져 있으며, 기 주변에 드림(기의 장식)이 달려 있는 것도 있다. 특히 이 대장기는 신미양요 때에 미군들이 가져갔었다 |
|    | 조선시대          | 군기                | 조선시대 군기의 하나로서, 좌독기(坐纛旗) 또는 둑기라고 한다. 행진할 때 우두머리 장수인 주장(主將)의 뒤에 세우고 멈추면 군사를 지휘하는 장수가 올라서서 명령하던 장대(將臺)의 앞 왼편에 세웠던 사각형의 깃발이다. 태극(太極), 낙서(洛書), 문왕 후천 팔괘(文王後天八卦)로 구성된다.       |
|    | 1897년 ~ 1907년   | 대한제국 황제기     | |
|    | 1908년 ~ 1910년   | 대한제국 황제기     | |
|    | 1908년 ~ 1910년   | 대한제국 태황제기   | |
|    | 1908년 ~ 1910년   | 대한제국 황후기     | |
|    | 1908년 ~ 1910년   | 대한제국 황태자기   | |
|    | 1908년 ~ 1910년   | 대한제국 황태자비기 | |
|    | 1908년 ~ 1910년   | 대한제국 친왕기     | |

## 같이 보기
- 대한민국의 국기
- 조선민주주의인민공화국의 국기
- 조선인민공화국
- 구한국